# Puszkary (obwód grodzieński)
Puszkary (biał. Пушкары; ros. Пушкари) – wieś na Białorusi, w obwodzie grodzieńskim, w rejonie grodzieńskim, w sielsowiecie Podłabienie. Od wschodu sąsiaduje z Grodnem.
W dwudziestoleciu międzywojennym wieś leżała w Polsce, w województwie białostockim, w powiecie augustowskim.